# RE:MINE
RE:MINE은 대한민국의 음악 그룹 나인뮤지스의 두 번째 콘서트 투어이다.

## 개요
6월 13일 나인뮤지스는 두 번째 단독 콘서트 《RE:MINE》의 포스터와 개최 소식을 공개하였다. 콘서트 《RE:MINE》은 6월 30일 인터파크를 통해 팬클럽 마인을 대상으로 한 선예매를 진행하였으며, 7월 3일 오후 8시 일반 예매를 진행하였다.

## 투어 일정
| 날짜            | 도시 | 국가     | 장소                  | 관객 동원 |
| --------------- | ---- | -------- | --------------------- | --------- |
| 2017년 7월 29일 | 서울 | 대한민국 | 블루스퀘어 삼성카드홀 | - 3,000+  |

## 세트 리스트
- Intro
- 뉴스 (News)
- 티켓 (Ticket)

- Ment 1
- 꿍치딱치
- 너란 애

- Ment 2
- Monster
- Hate Me

- Ment 3 + Event
- 까탈레나 (금조)
- 머리감을때만 (경리)

- VCR 1
- 러시안 룰렛 (Russian Roulette)

- Ment 4
- 아님 말구
- 페스츄리
- 주르륵

- Ment 5 +Event
- 촛농의 노래 (혜미)
- Take You Down (소진)

- VCR 2
- 어머님이 누구니
- Fancy
- 몰래
- 둘이서
- 사는 사람
- Last  Scene

- VCR 3
- Love City

- Ment 7
- 기억해
- 드라마 (Drama)
- 돌스 (Dolls)

- VCR 4
- 9월 17일 (To. MUSES)
- To. MINE
- 입술에 입술 (Lip 2 Lip)